# Кхечари-мудра
Кхечари-мудра — это йогическая практика, которая заключается в том, что язык помещается в полость носа и выше, вплоть до междубровья. На начальном этапе кончик языка просто касается верхнего нёба или нёбного язычка.
Сингх определяет кхечари-мудру как «высшее счастье расширения духовного сознания, известного также как дивья-мудра или Шивавастха (состояние Шивы)». Дальше он говорит о кхечари-мудре в более высоком смысле: как о конечном состоянии сознания, а не просто о физической позе, необходимой для достижения этого конечного состояния: «В Сайва агаме кхечари-мудра означает состояние вселенского сознания, которое является состоянием Шивы».
Абхинавагупта в своем сочинении «Тантралока» говорит о том, что все остальные мудры произошли от кхечари-мудры. Он описывает её как «состояние движения или полёта через пустоту высшего сознания». Эта мудра описана и в «Хатха-йога-прадипике» (III. 6-7).
Парамаханса Йогананда учил, что кхечари-мудра — это часть крия-йоги. Согласно Свами Криянанде, «Выполнение этой мудры помогает ускорить наступление глубоких состояний сознания». Свами Шивананда утверждал, что кхечари-мудра — «лучшая среди мудр».